# Сергиевское благочиние

Сергиевское благочиние (Сергиевский благочиннический округ) — благочиние Московской епархии Русской православной церкви. Включает приходы храмов на территории районов Алтуфьевский, Бабушкинский, Бибирево, Лианозово, Лосиноостровский, Южное Медведково и Северное Медведково, Отрадное, Свиблово, Северный, Ярославский Северо-Восточного административного округа города Москвы.
Входит в состав Северо-Восточного викариатства.
Благочинный округа — протоиерей Анатолий Алефиров, настоятель храма Адриана и Наталии в Бабушкине.
Благочиние создано в мае 2012 года путём выделения части приходов из Троицкого благочиния.

## Храмы благочиния
- Храм Рождества Христова во Фрязино
- Храм благоверного князя Димитрия Донского в Раеве
  - Храм святителя Алексия Московского в Раеве (приписной)
- Храм Благовещения Пресвятой Богородицы в Раеве
  - Храм священномученика Владимира митрополита Киевского в Свиблове
- Храм иконы Божией Матери «Живоносный Источник» в Бибиреве
- Храм Собора новомучеников и исповедников Российских в Бабушкине
- Храм Владимирской иконы Божией Матери в Виноградове
- Храм Успения Пресвятой Богородицы в Архангельском-Тюрикове
  - Храм-часовня блаженной Ксении Петербуржской на Лианозовском кладбище (приписной)
  - Храм-часовня архистратига Михаила на Старомарковском кладбище (приписной)
- Храм преподобного Сергия Радонежского в Бибиреве
  - Храм Святой Елисаветы Феодоровны при реабилитационном центре в Алтуфьево
- Храм преподобных Антония и Феодосия Печерских в Бибиреве (приписной к храму Ризоположения в Леонове)
- Храм Покрова Пресвятой Богородицы в Медведкове
  - Храм–часовня «Утоли моя печали» в Медведково (приписной)
  - Храм–часовня пророка Илии в Отрадном (приписной)
- Храм мучеников Адриана и Наталии в Бабушкине
  - Храм святых праведных Иоакима и Анны в Бабушкине (крестильный, приписной)
  - Часовня преподобного Сергия Радонежского в Бабушкине (приписная)
  - Часовня пророка Иоанна Крестителя в Бабушкине (приписная)
- Храм Воздвижения Креста Господня в Алтуфьеве
  - Храм Иконы Божией Матери «Умягчение злых сердец» в социальном приюте для детей и подростков «Алтуфьево» (домовый, приписной)
- Храм Торжества Православия в Алтуфьево
- Храм преподобного Серафима Саровского в Раеве
  - Храм Введения во Храм Пресвятой Богородицы в Раеве (крестильный)
  - Часовня святителя Николая Мирликийского в Раеве
- Храм Рождества Пресвятой Богородицы во Владыкине
- Храм Троицы Живоначальной в Свиблове
- Храм равноапостольного великого князя Владимира в Отрадном
- Храм иконы Божией Матери «Неопалимая Купина» в Отрадном
  - Храм Святителя Николая Мирликийского в Отрадном
- Храм Преподобного Сергия Радонежского в Спасском
- Храм Казанской иконы Божией Матери в Лосиноостровской
- Храм Усекновения главы Иоанна Предтечи в Северном
- Храм Спиридона Тримифунтского в Лианозове
- Храм иконы Божией Матери «Отрада и Утешение» в Ярославском
- Храм Собора Московских Святых в Бибиреве